# Tipitipitipso
Tipitipitipso - trzeci album kompilacyjny Hanny Rek wydany w formie płyty CD przez Teddy Records w 2012 roku. Płyta zawierała archiwalne nagrania artystki z lat 1959 - 1961.

## Lista utworów
1. Tipitipitipso (Heinz Gietz - Anna Jakowska)
2. W twoje ręce (Piotr Leśnica - Edward Fiszer)
3. Zakopiańska przygoda (Stefan Musiałowski - Zbigniew Zapert, Andrzej Tylczyński)
4. Kto mnie pocałuje (Romuald Żyliński - Anna Jakowska)
5. To jest dzień (Zygmunt Karasiński - Bogusław Choiński, Jan Gałkowski)
6. Piosenka Gelsominy (Adam Markiewicz - Tadeusz Urgacz)
7. Jak ty nic nie rozumiesz (Marek Sart - Jerzy Jurandot)
8. Oczy (Jerzy Wasowski - Bronisław Brok)
9. Może ktoś przyjdzie (Romuald Żyliński - Jadwiga Dumnicka)
10. Gdy mi ciebie zabraknie (Jerzy Abratowski - Kazimierz Winkler)
11. Spotkamy się na moście (Marek Sart - Karol Kord)
12. Nie chcę kochać (Wiktor Kolankowski - Elżbieta Bielińska)
13. Kolorowe fotografie (Czesław Grudziński - Janusz Kondratowicz)
14. Romeo (Henryk Klejne - Tadeusz Urgacz)
15. Znów minął lata jeden dzień (Romuald Żyliński - Zbigniew Kaszkur)
16. Powiedz gdzie pójdziesz nocą (Romuald Żyliński - Andrzej Bianusz)
17. Ty jesteś czarująca (Romuald Żyliński - Mirosław Łebkowski)
18. Złoty pierścionek (Jerzy Wasowski - Roman Sadowski)

## Charakterystyka albumu
Album Tipitipitipso zawiera archiwalne nagrania Hanny Rek z lat 1959-1961 dokonane w studio Polskich Nagrań w Warszawie. Utwory zamieszczone na płycie pierwotnie ukazywały się na solowych wydawnictwach Hanny Rek, oraz składankach wydawanych przez Polskie Nagrania i Pronit w postaci 10 calowych składanek, singli, czwórek, oraz płyt szelakowych. Wszystkie utwory na płycie zostały przegrane z płyt archiwalnych i poddane remasteringowi. Nagrania zawarte na płycie pochodzą z różnych sesji nagraniowych, podczas których artystka zarejestrowała utwory z towarzyszeniem zarówno Orkiestry Tanecznej Polskiego Radia jak i zespołów instrumentalnych.

## Muzycy
- Hanna Rek - śpiew
- Zespół Instrumentalny Jerzego Abratowskiego (5,17)
- Zespół Instrumentalny Bogusława Klimczuka (1-4,8,10-11,14,18)
- Orkiestra Taneczna Polskiego Radia p/d Edwarda Czernego (6-7,9,12-13,15-16)

## Realizatorzy
- Rekonstrukcja nagrań - Teddy Records
- Redakcja - Janusz Świąder

## Okładka
- Zdjęcia na okładce - Jerzy Benedykt-Dorys
- Projekt graficzny - Tadeusz Stolarski
- Koloryzacja zdjęć - Marcin Sikora